# 全国消防職員協議会
全国消防職員協議会（ぜんこくしょうぼうしょくいんきょうぎかい、略称：全消協（ぜんしょうきょう）、英語：National Council of Japanese Firefighters and Ambulance Workers）は、全国の消防本部に所属する消防職員でつくる自主組織である。

## 沿革
- 1977年（昭和52年）8月 - 結成

## 所在地
- 東京都千代田区六番町1 自治労会館

## 概要
消防職員の待遇改善、労働環境改善などを求めている。2009年3月現在、12,961人が加盟している。現在、消防職員には地方公務員法により、団結権が認められていないために、労働組合ではなく「職員団体」として組織されている。実際には、多くの消防職員は地方自治体（または一部事務組合）職員であるため、加盟はしていないが自治労の指導と後援を受けている。
労働組合と職員団体の違いは団体交渉権が認められていない代わりに、労働条件に関する事項を使用者と「協議」することである。これについては地方公務員法で保証しており（法第55条11項）、全国消防職員協議会はその法律に従って結成された職員団体である。

## 加盟団体
2020年9月現在、単協と呼ばれる消防職員協議会が33道府県に203組織ある。